# توده‌کوه
توده‌کوه یا گران‌کوه (به انگلیسی: Massif) به توده‌ای کوهستانی یا ناحیه‌ای مرتفع با ویژگی‌های نسبتاً یکسان و مرزهای مشخص گفته می‌شود. مانند توده‌کوه مرکزی فرانسه (ماسیف سانترال).